# 波士顿在线影评人协会奖最佳影片
波士顿在线影评人协会奖最佳影片（英語：Boston Online Film Critics Association Award for Best Picture and Top 10 Films）是波士顿在线影评人协会奖的主要奖项之一。

## 届次
- 最佳影片出自“年度十佳影片”。

### 2010年代
| 2012年 | 第1届 |                      |
| 2012年 | 第1届 | 《南方的野兽》       |
| 2012年 | 第1届 | 《林肯》             |
| 2012年 | 第1届 | 《月升王国》         |
| 2012年 | 第1届 | 《被解放的姜戈》     |
| 2012年 | 第1届 | 《奥斯陆，八月未央》 |
| 2012年 | 第1届 | 《神圣车行》         |
| 2012年 | 第1届 | 《刺杀本·拉登》      |
| 2012年 | 第1届 | 《大师》             |
| 2012年 | 第1届 | 《逃离德黑兰》       |
| 2012年 | 第1届 | 《云图》             |
| 2013年 | 第2届 |                      |
| 2013年 | 第2届 | 《醉乡民谣》         |
| 2013年 | 第2届 | 《华尔街之狼》       |
| 2013年 | 第2届 | 《地心引力》         |
| 2013年 | 第2届 | 《午夜之前》         |
| 2013年 | 第2届 | 《美好的现在》       |
| 2013年 | 第2届 | 《为奴十二年》       |
| 2013年 | 第2届 | 《阿黛尔的生活》     |
| 2013年 | 第2届 | 《春假》             |
| 2013年 | 第2届 | 《世界尽头》         |
| 2013年 | 第2届 | 《弗鲁维尔车站》     |